# Renner Springs
Renner Springs ist eine kleine Siedlung im Northern Territory von Australien. Der Ort liegt im Zentrum des Barkly Tafelland. Er nennt sich selbst das Herz des Rindfleischlandes (The Heart of the Beef Country). Der Ort liegt am Stuart Highway nördlich des Schnittpunktes zwischen Barkly Highway und Tennant Creek, welches sich 150 Kilometer befindet. Bis Alice Springs sind es 662 Kilometer und 820 Kilometer bis Darwin. Renner Springs wird als Grenze zwischen dem tropischen Top End und dem gemäßigten Red Center Australiens angesehen.

## Geschichte
Die Gründung des Ortes geht auf den Bau der Transaustralische Telegrafenleitung zurück. Er wurde nach Frederick Renner (1821–1893) benannt, einem aus Jena gebürtigen Arzt und ein Sohn des Tierarztes Theobald Renner. Frederick Renner begleitete den Bau der Telegrafenlinie. Dabei beobachtete er auch das Verhalten von Vögeln beim Bau der Telegrafenleitung und fand dadurch Wasserquellen, die später Mud Springs genannt wurden. Durch diese Trinkwasserquellen bekam die Gegend um Renner Springs ihre Bedeutung.

## Motel
In den 1950er Jahren wurde in Renner Springs ein Motel eingerichtet, das eine Tankstelle, eine Bar und ein Restaurant hat. Ein Campingplatz ist angegliedert. Das Gebäude stammt aus dem Zweiten Weltkrieg.